# Economia evolucionista
L'economia evolucionista és un corrent econòmic que estudia l'evolució, canvi o desenvolupament dels sistemes econòmics fent ús de principis de la biologia tant de manera explícita (fent ús d'idees bàsiques de la teoria darwiniana, per exemple), com de forma implícita (a través de l'ús d'analogies i metàfores relacionades amb les ciències naturals). Els principals teòrics del pensament evolucionista són Thorstein Veblen, John Rogers Commons, Joseph Alois Schumpeter, Carl Menger, Friedrich Hayek, Richard R. Nelson o Sidney Graham Winter.
D'acord amb els econòmics evolucionistes, la base de les seves teories correspon a "una interpretació dels fenòmens econòmics basada en la interacció de múltiples agents heterogenis - entre ells, empreses i individus - els qui mitjançant la repetició d'un sistema de prova i error intenten contínuament explorar noves tecnologies, noves estratègies de comportament, noves formes organitzatives".
Els evolucionistes sostenen "que els models evolucionistes són millors que la teoria neoclàssica-ortodoxa; perquè incorporen les innovacions i l'avanç tecnològic com els determinants del creixement a llarg termini. En aquest sentit, la teoria evolucionista reprèn les idees de Schumpeter, definint-se així mateixos com neoschumpeterians". D'acord amb l'anterior, l'economia evolucionista li lliura un enfocament, en gran manera, reduccionista a les explicacions de les variables macroeconòmiques.